# Витановци
Витановци (болг. Витановци) — село в Болгарии. Находится в Перникской области, входит в общину Перник. Население составляет 343 человека.

## Политическая ситуация
В местном кметстве Витановци, в состав которого входит Витановци, должность кмета (старосты) исполняет Перван Максимов Симов (коалиция в составе 2 партий: Болгарская социалистическая партия (БСП), ПБС-НОВА ЛЕВИЦА - БСП ПБС,БЪЛГАРСКА СОЦИАЛИСТИЧЕСКА ПАРТИЯ) по результатам выборов.
Кмет (мэр) общины Перник — Росица  Йорданова Янакиева (коалиция в составе 2 партий: Болгарская социал-демократия (БСД), Болгарская социалистическая партия (БСП)) по результатам выборов.